# هارتموت هوفمان
هارتموت هوفمان (بالألمانية: Hartmut Hoffmann)‏ (13 فبراير 1943 - ) هو لاعب كرة قدم ألماني (وحمل سابقاً جنسية ألمانيا الشرقية) في مركز الهجوم.

## وصلات خارجية
- هارتموت هوفمان على موقع قاعدة بيانات كرة القدم.إي يو (الإنجليزية)
- هارتموت هوفمان على موقع عالم كرة القدم.نت (الإنجليزية)